# Copenhagen (cheval)
Pour les articles homonymes, voir Copenhagen.
Copenhagen (1808– 12 février 1836) est un cheval anglais connu comme étant la monture de guerre de Arthur Wellesley Duc de Wellington pendant la bataille de Waterloo en 1815 ,,.

## Histoire
Copenhagen est un cheval Anglo-arabe né en 1808 appartenant au Field Marshal Thomas Grosvenor et nommé en honneur à la deuxième bataille de Copenhague remportée par les Anglais en 1807 .
Copenhagen a été un cheval de course pour une courte période avant d'être vendu au marquis de Londonderry Charles Vane, puis en 1813 au Duc de Wellington pour devenir sa monture de guerre favorite .Il est devenu célèbre pour avoir porté le Duc pendant la bataille de Waterloo.
Il est mort le 12 février 1836 âgé de 28 ans et a été enterré à Stratfield Saye House. Des honneurs militaires ont été rendus sur sa tombe.

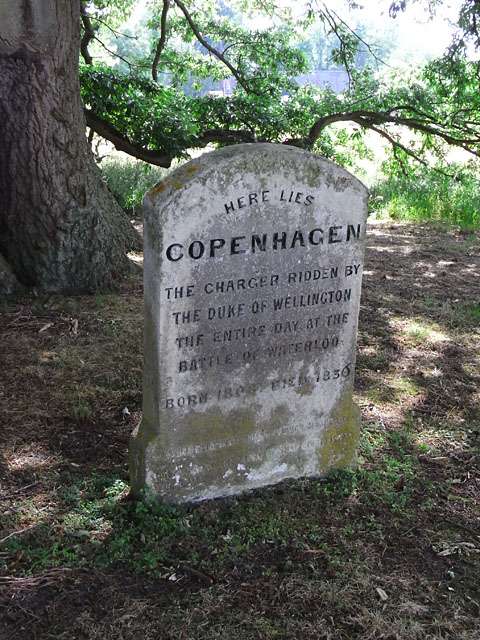
Tombe de Copenhagen à Stratfield Saye House

Quelques années après sa mort, les services des musées ont demandé au Duc de Wellington de faire don du squelette de Copenhagen afin qu'elle puisse être exposée avec celle de Marengo le cheval de Napoléon capturé pendant la bataille de Waterloo, mais le Duc refusa argumentant qu'il ne se souvient plus du lieu de l’enterrement. Visiblement il s'agissait d'un mensonge vu que le Duc a assisté à l'enterrement et que quelques années plus tard une pierre tombale a été placé sur la tombe de Copenhagen.